# 36丁目駅 (INDクイーンズ・ブールバード線)
36丁目駅（36ちょうめえき、英語: 36th Street）はクイーンズ区ロングアイランドシティの36丁目-ノーザン・ブールバード交差点に位置するニューヨーク市地下鉄INDクイーンズ・ブールバード線の駅である。E系統が深夜のみ、M系統が平日23時迄、R系統が深夜を除く終日停車する。

## 歴史
当路線は初めてINDが建設した路線の一つであった。この際に公共事業局が建設に2500万ドル出資した。
1933年8月19日、当路線がジャクソン・ハイツ-ルーズベルト・アベニュー駅から50丁目駅まで開通した際に当駅は開業した。

## 駅構造
| G          | 地上階                       | 出入口 |
| M          | 改札階                       | 改札口、駅員詰所、メトロカード自動券売機 |
| P ホーム階 | 相対式ホーム、右側ドアが開く | 相対式ホーム、右側ドアが開く |
| P ホーム階 | 南行緩行線                   | ← 深夜帯：ワールド・トレード・センター駅行き（クイーンズ・プラザ駅） ← 平日23時まで：ミドル・ヴィレッジ-メトロポリタン・アベニュー駅行き（クイーンズ・プラザ駅） ← ベイ・リッジ-95丁目駅行き（クイーンズ・プラザ駅） |
| P ホーム階 | 南行急行線                   | ← 深夜帯以外：通過 ← 通過 |
| P ホーム階 | 北行急行線                   | → 深夜帯以外：通過 → → 通過 → |
| P ホーム階 | 北行緩行線                   | → 深夜帯：ジャマイカ・センター駅行き（スタインウェイ・ストリート駅）→ フォレスト・ヒルズ-71番街駅行き（スタインウェイ・ストリート駅）→                                                                               |
| P ホーム階 | 相対式ホーム、右側ドアが開く | |

駅は相対式ホーム2面4線の駅で、急行線はE系統が深夜を除く終日に、F系統が終日使用している。駅の北側で緩急線は分岐し、急行線はノーザン・ブールバードの下を通ってノーザン・ブールバード駅へ向かうが、緩行線は左にカーブしスタインウェイ・ストリート下のスタインウェイ・ストリート駅を経由しブロードウェイへ向かう。駅の南でIND63丁目線が分岐し41番街へ向かう。クイーンズ・ブールバード線は引き続きノーザン・ブールバードの下を通ってクイーンズ・プラザ駅へ入る。
駅の壁には紫地に白字で"36TH ST."とサンセリフ体で書かれている駅名標がある。駅名標の下に出口方向を案内するものがある。
ブルックリンにも36丁目駅があるため、当駅はR系統が停車する2つの36丁目駅の1つになっている。

### 出口

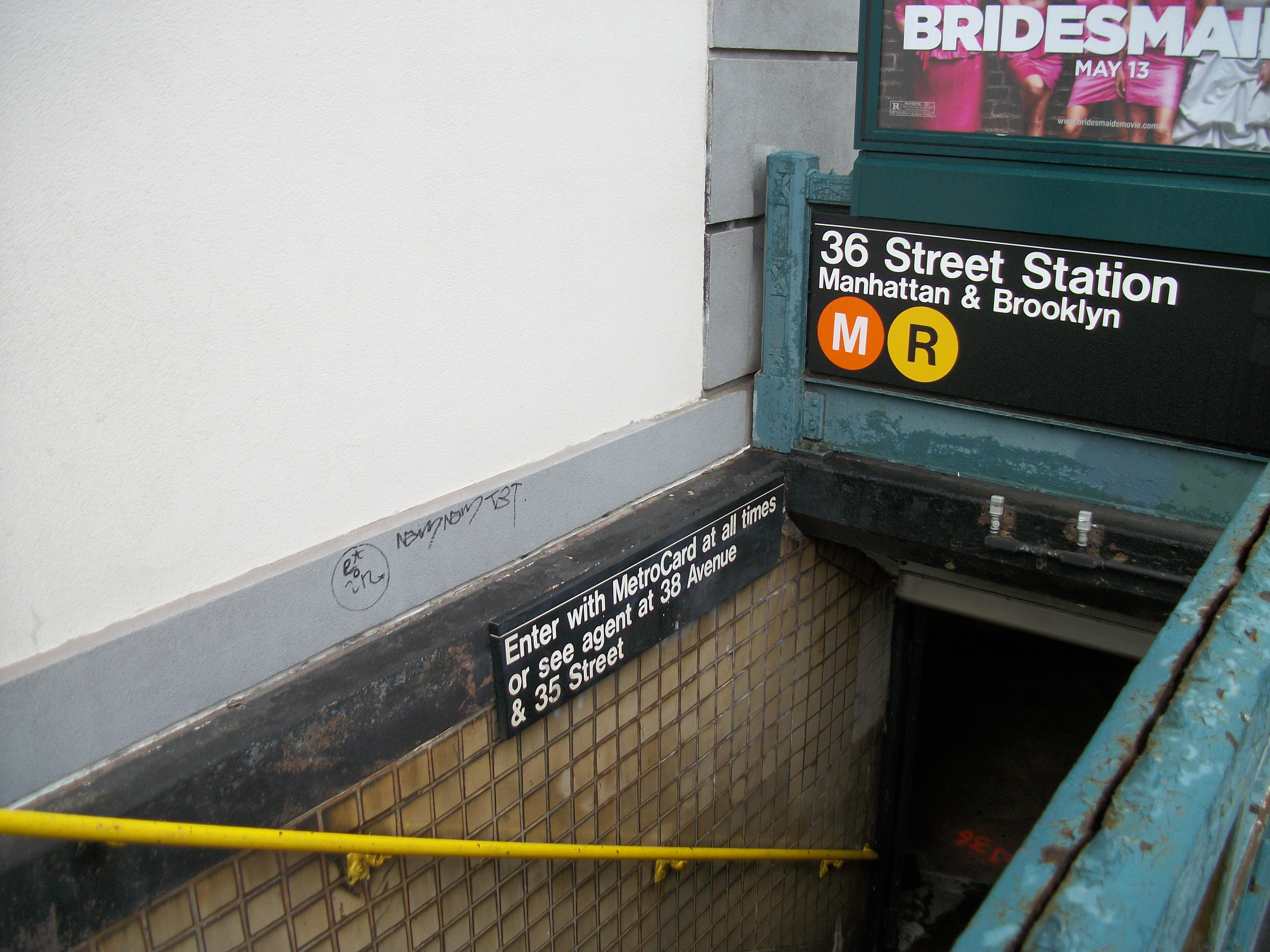
マンハッタン方面ホームへの入口

改札は各ホームに2か所設置されている。マンハッタン方面ホームの改札はホーム横にあるのに対し、フォレスト・ヒルズ方面ホームの改札はホーム上にある。なお、改札内にホーム間連絡通路はない。地上への階段はマンハッタン方面ホームからは36丁目とクイーンズ・ブールバード交差点北側に2か所、34丁目とクイーンズ・ブールバード交差点北東に1か所設置されている。一方で、フォレスト・ヒルズ方面ホームからはクイーンズ・ブールバードと36丁目交差点南東及びクイーンズ・ブールバードと34丁目交差点南東に1か所ずつ設置されている。